# Statens bostadskreditnämnd
Statens bostadskreditnämnd, var en myndighet som lämnade statliga kreditgarantier och ibland även kritiska inlägg i debatten kring bostadskrediter i allmänhet, skrivna av myndighetens generaldirektör Lars Magnusson. Myndigheten hade kontor i Stockholm och Karlskrona. Myndigheten uppgick den 1 oktober 2012 i Boverket till följd av en motion i riksdagen om nedläggande av myndigheten.
Från och med 1992 kan kreditgarantier lämnas för nybyggnation och ombyggnation av bostäder. Med kreditgarantier menas här en försäkring som långivaren kan teckna för lån. Kreditgarantier kan lämnas för lån upp till 90% av ett långsiktigt hållbart marknadsvärde, dock högst två miljoner kronor per lägenhet. 